# Edoardo Facduelle
Edoardo Serafino Piero Facduelle (Firenze, 8 settembre 1902 – Mar del Plata, 4 settembre 1993) è stato un militare e politico italiano.

## Biografia
Nasce a Firenze da Stefano, avvocato, ed Emma Marchesini, residenti a Montopoli in Val d'Arno. Ha un fratello, Eugenio, minore di due anni. Sposa a Pisa il 24 febbraio 1940 la spagnola Giovanna Anna Piza y Guardiola e non ha figli.
Assolve il servizio di leva dall'11 settembre 1922 al 3 ottobre 1923 a Tripoli dove il padre, ottenuta la Concessione Agricola Sperimentale n.1,  aveva impiantato la prima fabbrica di mattoni della Tripolitania. 
Dal 1º gennaio 1933 fino all'8 settembre è Ufficiale in Spe della MVSN. Combatte in Africa orientale e partecipa alla guerra civile spagnola aggregato all'Aeronautica Legionaria-Batterie Controaeree 75/27 mm. ottenendo la promozione a 1° Seniore nel 1941 per meriti eccezionali. Al comando della 13ª Legione Controaerea,  ha la responsabilità della difesa antiaerea della provincia di Livorno.
Nominato Prefetto di II classe, assume in sostituzione di Giannino Romualdi, l'incarico di Capo Provincia di Livorno che mantiene fino al 20 luglio 1944 giorno della liberazione della città da parte degli americani. 
Il 29 ottobre 1944, con il grado di Generale di Brigata, avvicenda il colonnello Giovanni Riccio quale Capo di Stato Maggiore del Corpo Ausiliario della Squadre d'Azione delle Camicie Nere, struttura militare della RSI. Conclude l'incarico nella sede del Comando Generale di Villa Necchi a Milano.
Il 16 luglio 1947 viene condannato all'ergastolo per aver costituito un Tribunale di Guerra presieduto da Giuseppe Bartolini, che in rappresaglia ad un attentato a due carabinieri in Rosignano Solvay aveva emesso sentenza di morte mediante fucilazione di un antifascista già in carcere dal 1943. L'ergastolo, in latitanza, viene estinto per amnistia il 17 settembre 1959. Il Distretto Militare di Pisa il 9 luglio 1985 respinge la domanda di reintegro ad ufficiale.
A guerra terminata e mantenendo l'intera famiglia la cittadinanza italiana, emigrato con la madre e la moglie spagnola in Argentina, vi installa per tradizione familiare una fabbrica di laterizi. Con visite in Italia dopo il 1959 e fino al 1984, alterna la residenza tra San Juan, ai piedi della zona centrale della Cordigliera delle Ande e Mar del Plata, in provincia di Buenos Aires, luogo di morte per malattia il 4 settembre 1993.